# Gillette (Wyoming)
Gillette je město v okresu Campbell County ve státě Wyoming ve Spojených státech amerických. Po městech Cheyenne a Casper je třetím největším wyomingským městem. Je kulturním i ekonomickým centrem severovýchodního Wyomingu, přičemž významné je pro svůj těžební průmysl, neboť v jeho okolí se nachází naleziště černého uhlí, ropy i zemního plynu.  
K roku 2020 zde žilo 33 496 obyvatel. S celkovou rozlohou 60 km² byla hustota zalidnění 535 obyvatel na km². Město bylo založeno v roce 1891. V roce 2018 se s Gillete sloučilo census-designated place Antelope Valley-Crestview. Ve městě působí deník Gillette News-Record. V letech 1975 až 1982 byl starostou města pozdější wyomingský senátor Mike Enzi. 